# Курьяково (Великоустюгский район)
Курьяково — деревня в Великоустюгском районе Вологодской области.
Входила в состав Нижнешарденгского сельского поселения, с точки зрения административно-территориального деления — в Нижнешарденгский сельсовет. В результате объединения Нижнешарденгского сельского поселения с Трегубовским входит в состав Трегубовского сельского поселения с административным центром в деревне Морозовица.
Расстояние по автодороге до районного центра Великого Устюга — 26,5 км, до бывшего центра муниципального образования Пеганово — 1,5 км. Ближайшие населённые пункты — Герасимово, Власово, Пестово.
По данным переписи в 2002 году постоянного населения не было.